# Rudnia (rada wiejska Nowyna)
Rudnia (ukr. Рудня) – wieś na Ukrainie, w obwodzie żytomierskim, w rejonie korosteńskim, w radzie wiejskiej Nowyna. W 2001 roku liczyła 45 mieszkańców.